# Heliania spinescens
Heliania spinescens is een zachte koraalsoort uit de familie Ellisellidae. De koraalsoort komt uit het geslacht Heliania. Heliania spinescens werd in 1859 voor het eerst wetenschappelijk beschreven door Gray. 